# Gaio Sulpicio Galba (console 5 a.C.)
Gaio Sulpicio Galba (38 a.C. – 4) è stato un politico romano, attivo durante il regno di Augusto.

## Biografia
Fu console suffetto nel 5 a.C. come collega di Quinto Aterio, succedendo a Lucio Vinicio.
Galba era figlio dello storico Gaio Sulpicio Galba, figlio di Servio Sulpicio Galba, pretore nel 54 a.C. e cospiratore contro Giulio Cesare. Anche suo fratello minore si chiamava Servio Sulpicio Galba. Si sposò due volte. La sua prima moglie fu Mummia Acaica, dalla quale ebbe due figli, Gaio, console nel 22, e Servio, futuro imperatore Galba. La sua seconda moglie fu Livia Ocellina.